# Himmelried
Himmelried ist eine politische Gemeinde im Bezirk Thierstein des Kantons Solothurn in der Schweiz.

## Geographie

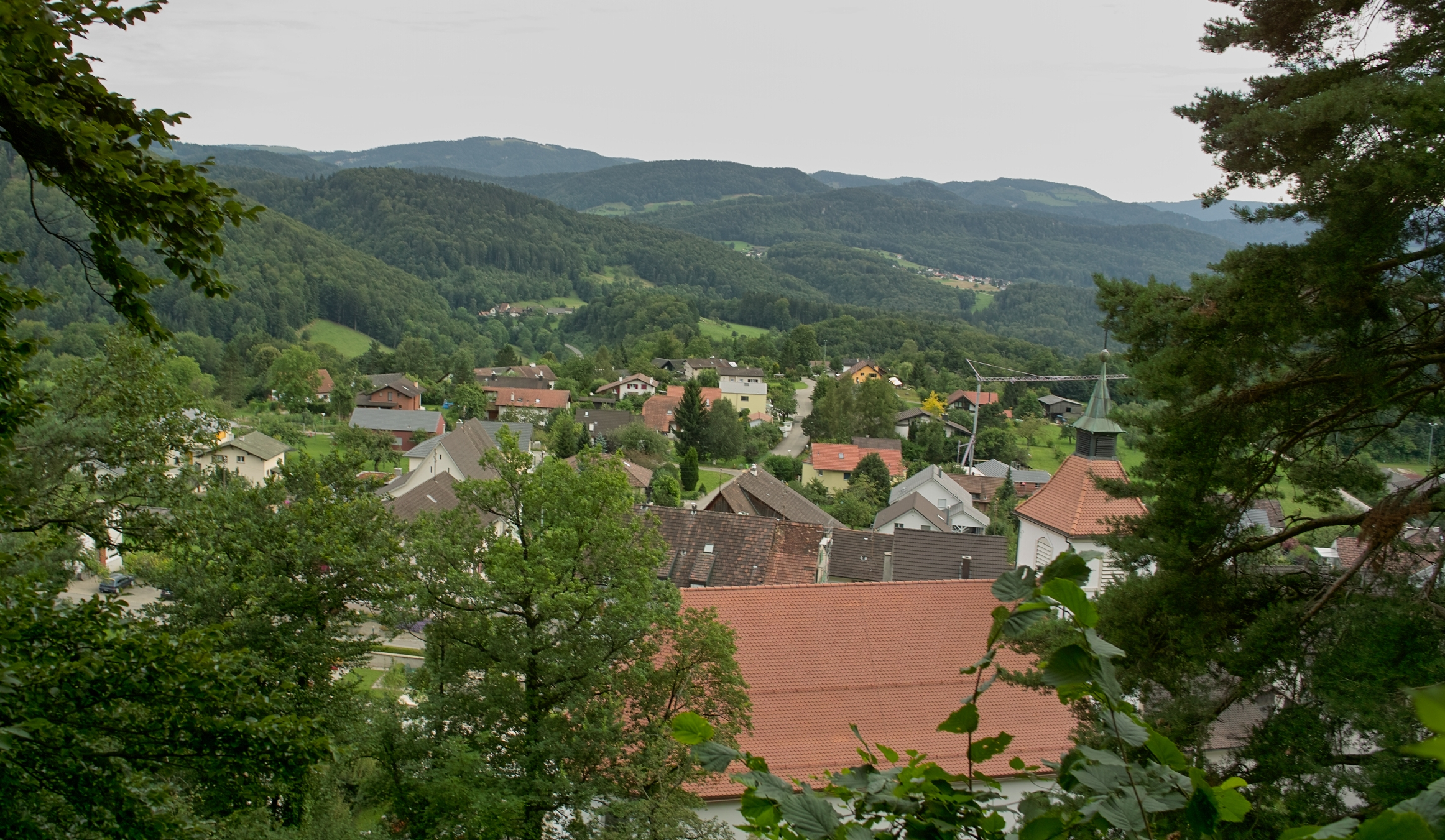
Blick auf Himmelried

Luftbild (1953)

Himmelried liegt auf 662 m ü. M., 15 km südlich der Stadt Basel (Luftlinie). Das Dorf erstreckt sich an aussichtsreicher Lage auf einer Geländeterrasse am Südhang des Hombergs, über dem Tal des Chastelbachs, am östlichen Rand des Laufener Beckens, im Faltenjura des Schwarzbubenlandes.
Die Fläche des 6,0 km² grossen Gemeindegebiets umfasst einen Abschnitt des nördlichen Juras. Den östlichen Gemeindeteil nimmt der Homberg mit dem nach Norden geöffneten Ausräumungskessel Bärtel und den vorgelagerten Terrassen von Himmelried (im Süden) und Eigen beziehungsweise Stollen (im Norden) ein. Mit 793 m ü. M. wird auf dem Homberg der höchste Punkt von Himmelried erreicht. Nach Westen wird der Homberg durch das Tal des Chastelbachs begrenzt.
Der westliche Gemeindeteil wird von den beiden parallel verlaufenden Tälern von Chastelbach und Ibach (Kaltbrunnental) eingegrenzt, von denen letzteres schluchtartig in die Landschaft des östlichen Laufener Beckens eingetieft ist. Beide Bäche münden in die Birs. Zwischen diesen beiden Tälern erhebt sich ein Höhenrücken, der im Burghollen mit 660 m ü. M. gipfelt. Von der Gemeindefläche entfielen 2014 11 % auf Siedlungen, 58 % auf Wald und Gehölze, 30 % auf Landwirtschaft und etwas weniger als 1 % auf unproduktives Land.
Zu Himmelried gehören die Weiler Steffen (543 m ü. M.), Baumgarten (560 m ü. M.) und Schindelboden (459 m ü. M.), alle auf der Höhe zwischen dem Kaltbrunnental und dem Chastelbachtal, sowie einige Einzelhöfe. Nachbargemeinden von Himmelried sind Seewen, Nunningen und Breitenbach im Kanton Solothurn sowie Brislach, Grellingen und Duggingen im Kanton Basel-Landschaft.

## Bevölkerung
Mit 977 Einwohnern (Stand 31. Dezember 2023) gehört Himmelried zu den kleineren Gemeinden des Kantons Solothurn. Von den Bewohnern sind 94,9 % deutschsprachig, 1,2 % französischsprachig und 1,0 % sprechen Englisch (Stand 2000). Die Bevölkerungszahl von Himmelried belief sich 1850 auf 434 Einwohner, 1900 auf 458 Einwohner. Im Verlauf des 20. Jahrhunderts pendelte die Bevölkerungszahl stets im Bereich zwischen 420 und 480 Personen. Seit 1970 (449 Einwohner) wurde eine rasche Bevölkerungszunahme verbunden mit einer Verdoppelung der Einwohnerzahl innerhalb von 30 Jahren verzeichnet.

## Wirtschaft
Himmelried war bis in die zweite Hälfte des 20. Jahrhunderts ein vorwiegend durch die Landwirtschaft geprägtes Dorf. Noch heute haben die Milchwirtschaft und Viehzucht sowie der Obstbau (überwiegend Kirschbäume) einen wichtigen Stellenwert in der Erwerbsstruktur der Bevölkerung. Weitere Arbeitsplätze sind im lokalen Kleingewerbe und im Dienstleistungssektor vorhanden, unter anderem in einer Firma für Elektromotoren und in einer Schreinerei. In den letzten Jahrzehnten hat sich das Dorf dank seiner attraktiven Lage zu einer Wohngemeinde entwickelt. Sowohl im Bereich von Himmelried als auch bei Steffen und Chastel entstanden ausgedehnte Einfamilienhausquartiere. Viele Erwerbstätige sind deshalb Wegpendler, die hauptsächlich in der Agglomeration Basel arbeiten.

## Verkehr
Die Gemeinde liegt abseits der grösseren Durchgangsachsen, die Hauptzufahrt erfolgt von Grellingen aus. Durch einen Postautokurs, welcher die Strecke von Grellingen nach Nunningen bedient, ist Himmelried an das Netz des öffentlichen Verkehrs angebunden.

## Geschichte
Auf dem Gemeindegebiet wurden verschiedene Spuren aus dem Paläolithikum und einige Streufunde aus der Römerzeit gefunden. Die erste urkundliche Erwähnung des Ortes erfolgte 1288 unter dem Namen Heimenriet. Später erschienen die Bezeichnungen Heimenried (1295) und Hymelried (1466). Erst im 15. Jahrhundert fand somit der Übergang vom Wortstamm Heim- zu Himmel statt. Der Ortsname geht vermutlich auf den althochdeutschen Personennamen Haimo und das Wort reod/riod (Rodung) zurück. Er hat damit die ursprüngliche Bedeutung von Rodung des Haimo. Unzutreffend ist die volksetymologische Deutung «hoch (nahe am Himmel) gelegenes Ried (Sumpf, Moor)». Es existierte auch kein Moor in der Nähe des Dorfes.
Seit dem Mittelalter unterstand Himmelried den Grafen von Pfeffingen-Thierstein. Diese verkauften das Dorf 1517 an den Bischof von Basel. Im Jahr 1527 trat der Bischof Himmelried an Solothurn ab, und die Ortschaft wurde der Vogtei Thierstein zugeordnet. Nach dem Zusammenbruch des Ancien Régime (1798) gehörte Himmelried während der Helvetik zum Distrikt Dornach und ab 1803 zum Bezirk Thierstein.

## Sehenswürdigkeiten
Der Bau der heutigen, dem Heiligen Franz Xaver geweihten Kirche wurde Anfang 1807 vom solothurnischen Kleinen Rat genehmigt. Der Kirchenbau erfolgte bald darauf und das Gebäude kann schon im Winter 1807/08 vollendet gewesen sein, wurde jedoch erst 1810 geweiht, als der zu dieser Zeit in Offenburg residierende Bischof Franz Xaver von Neveu Himmelried im Rahmen einer Firm- und Visitationsreise besuchte. Die Kirche löste die bestehende Allerheiligen-Kapelle ab, die zu einem Schul- und Wachthaus umgebaut wurde. Bereits 1804 war für Himmelried eine eigene Pfarrei errichtet worden; vorher waren die Bewohner von Himmelried nach Oberkirch (bei Nunningen) pfarrgenössig. 1967/68 wurde die Kirche renoviert, wobei Wert darauf gelegt wurde, den «einfachen Klassizismus des frühen 19. Jahrhunderts» zu bewahren. In der Kirche ist ein spätgotischer Taufstein von 1513 aufgestellt.
Im alten Ortskern sind einige Bauernhäuser aus dem 18. und 19. Jahrhundert erhalten.

## Bilder

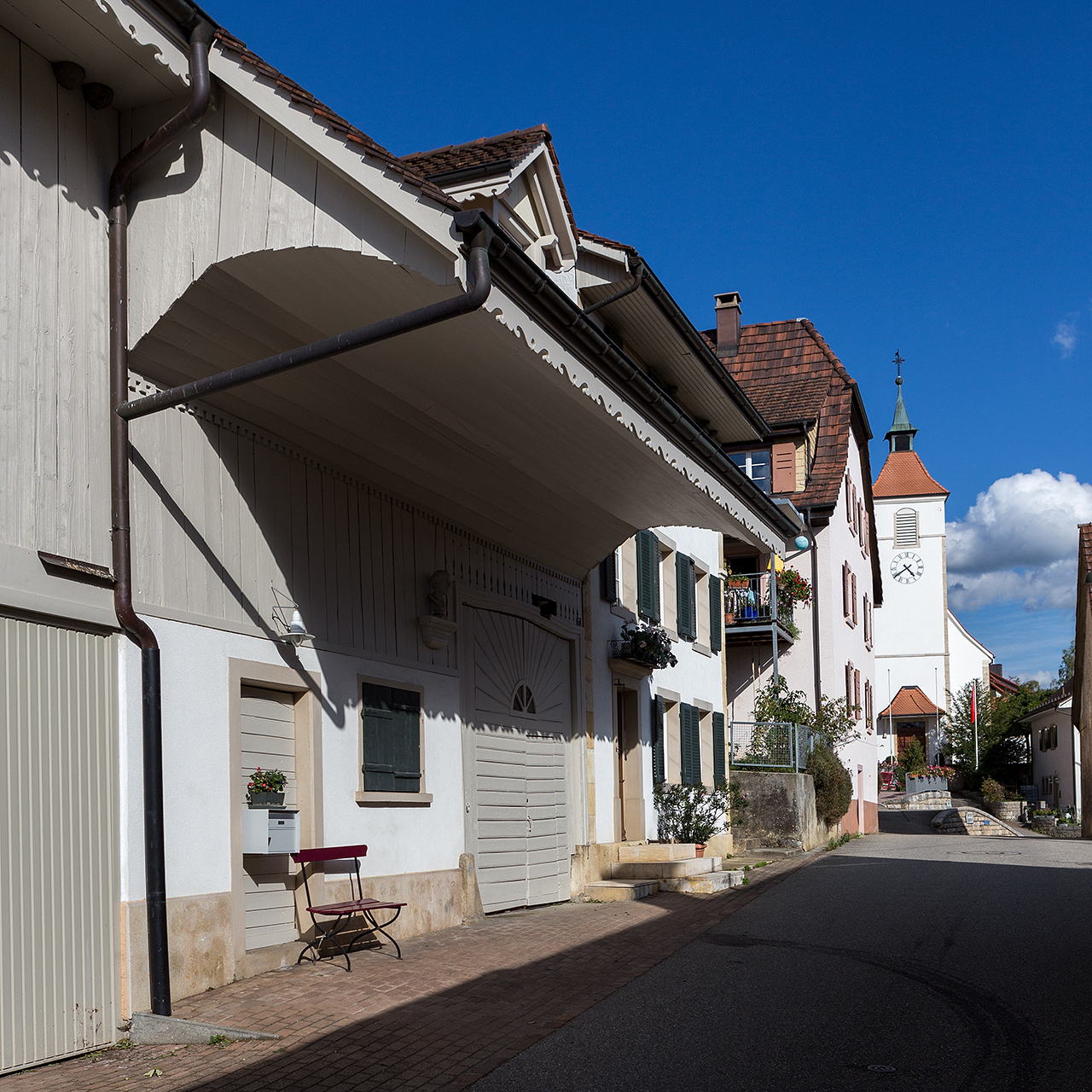
Hombergstrasse
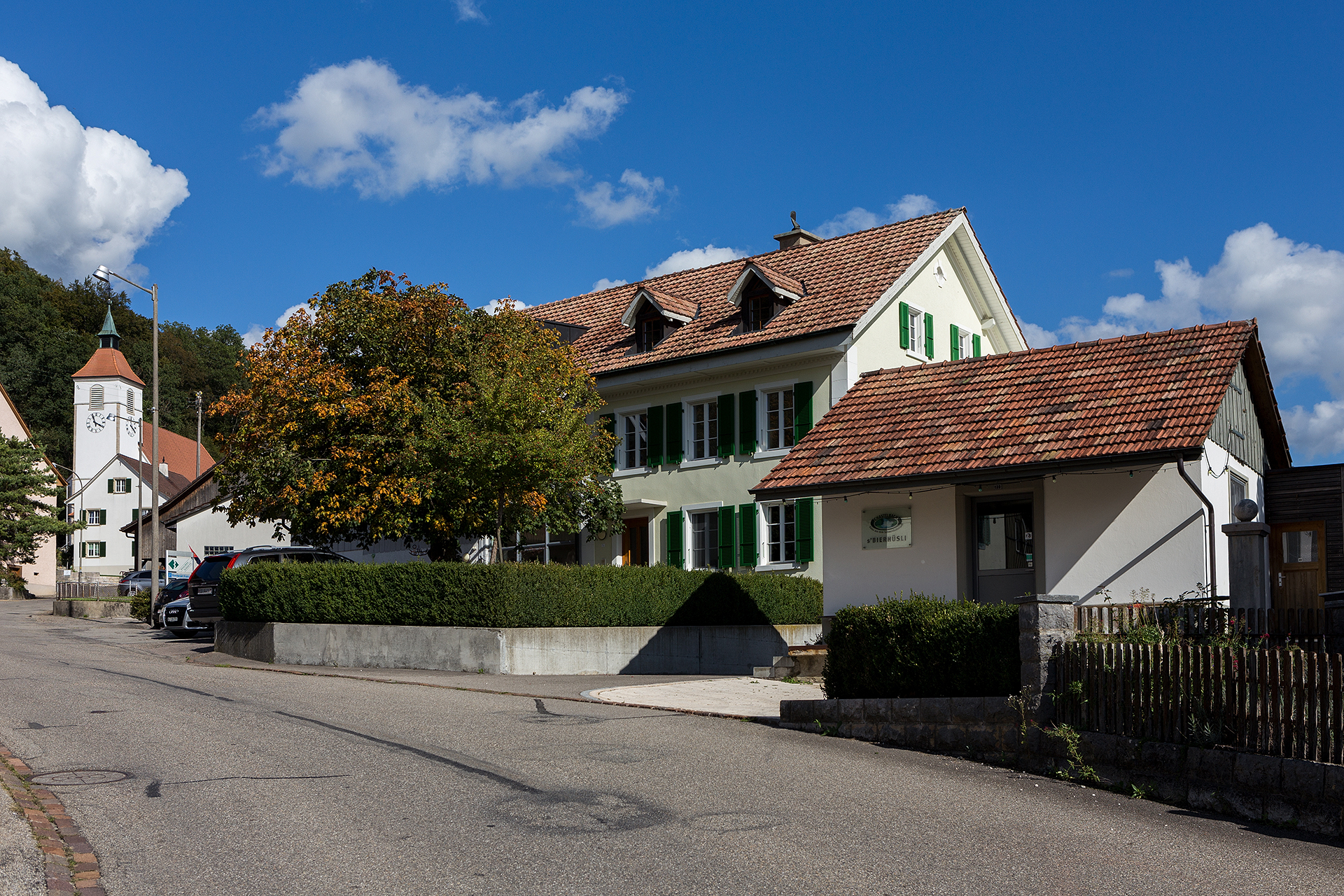
Hauptstrasse
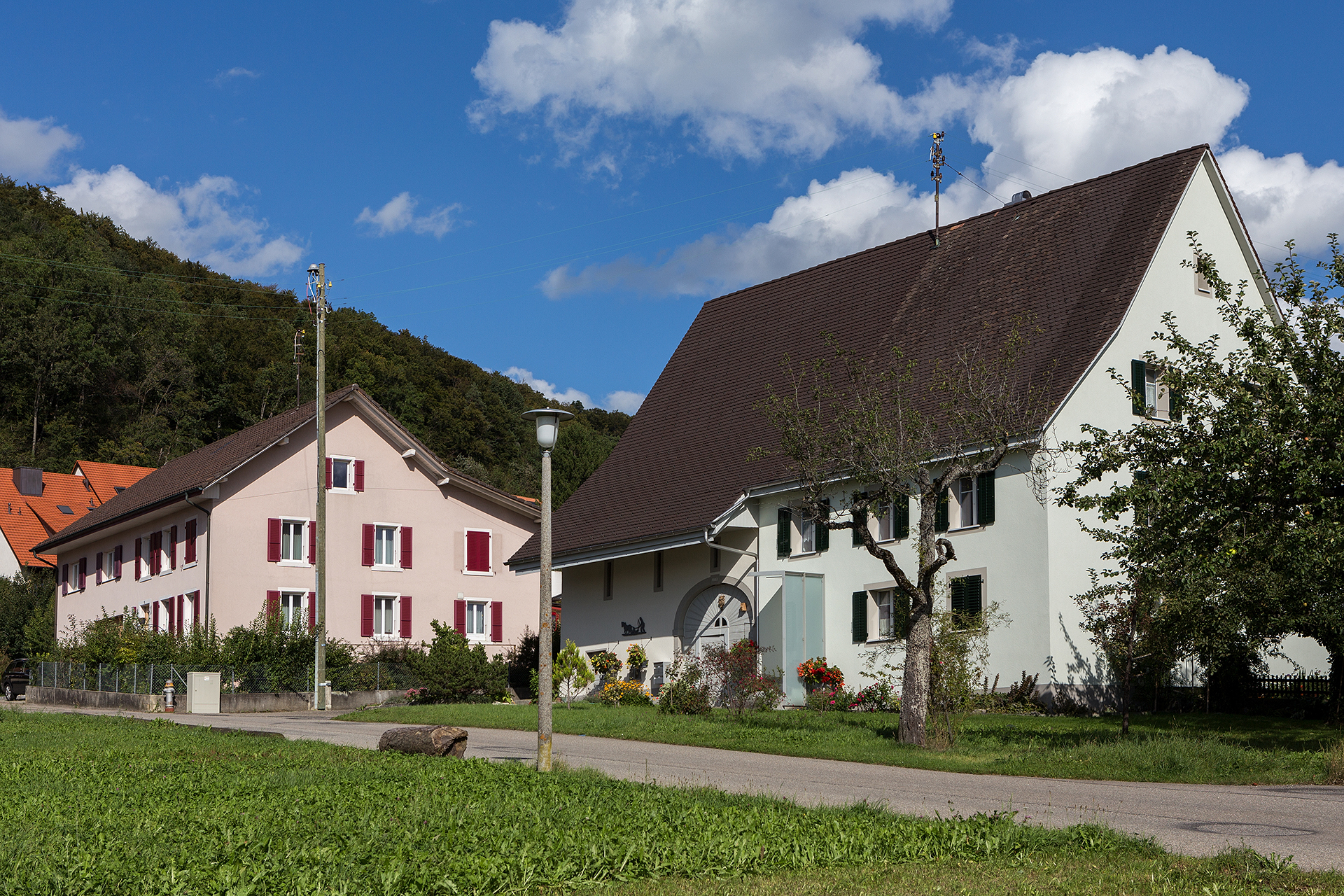
Kirchweg
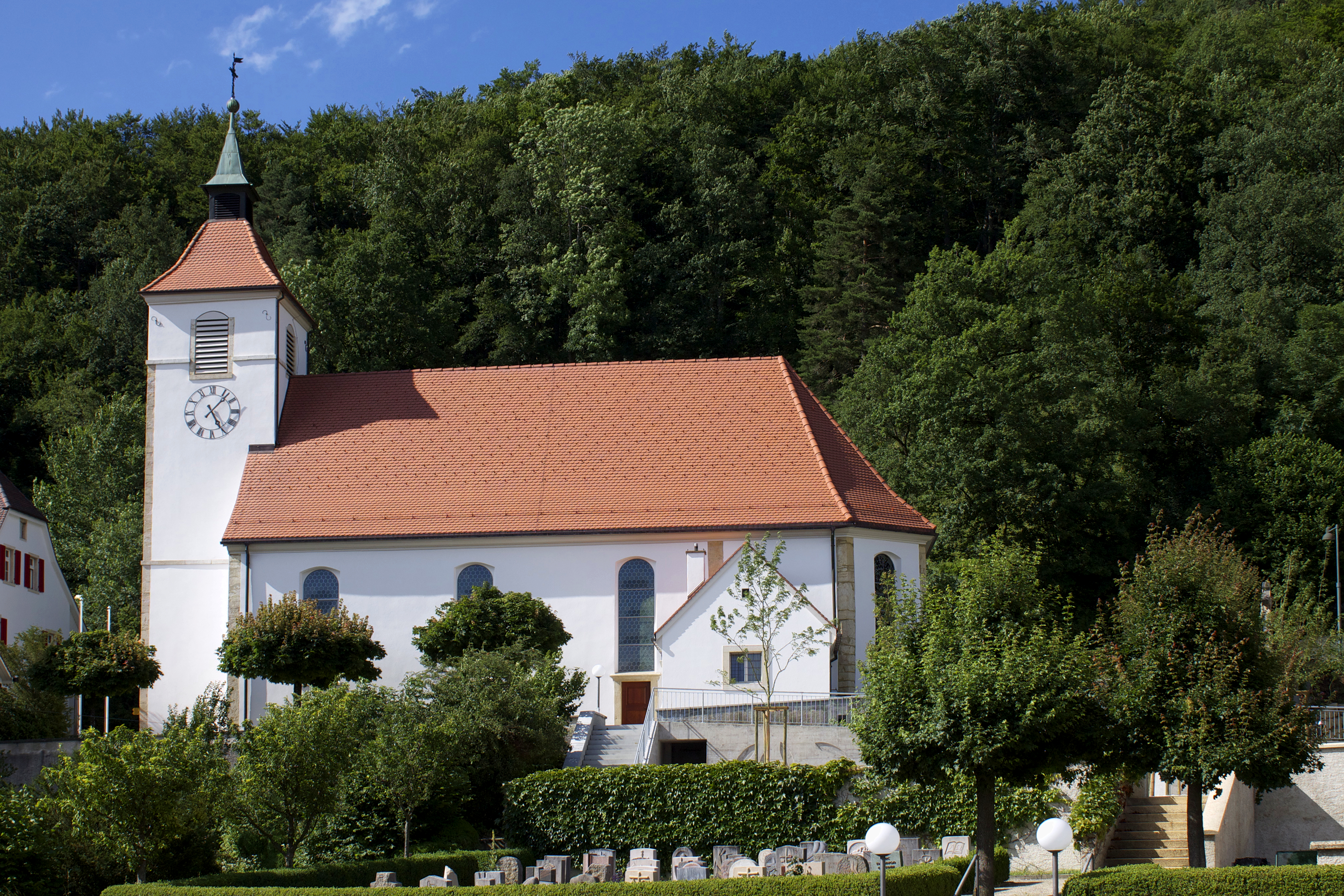
Kirche von Himmelried
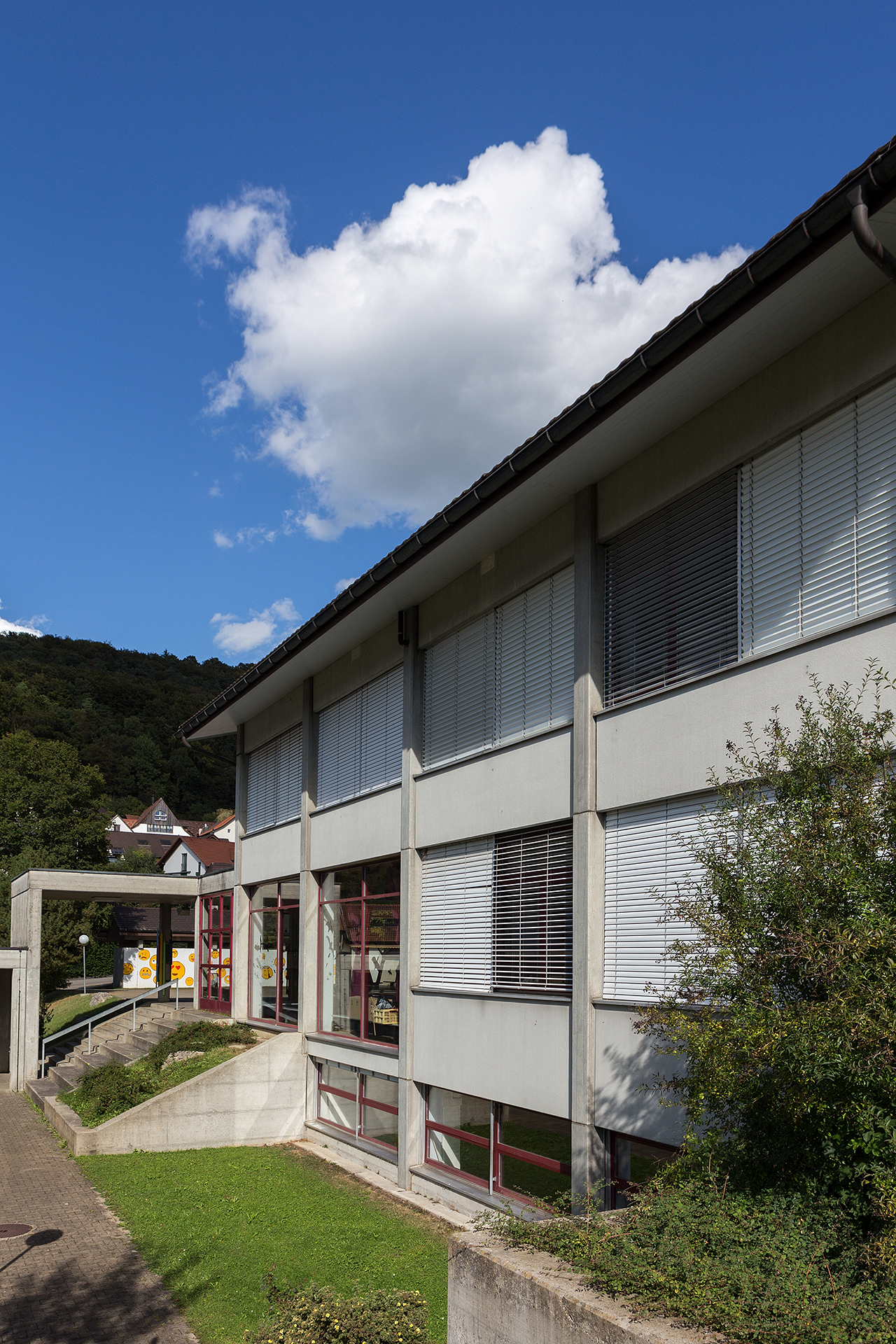
Primarschulhaus

## Wappen
Blasonierung
In Weiss auf grünem Hügel stehender Wacholderbaum im Schildhaupt beseitet von zwei roten sechsstrahligen Sternen